# Oron-le-Châtel

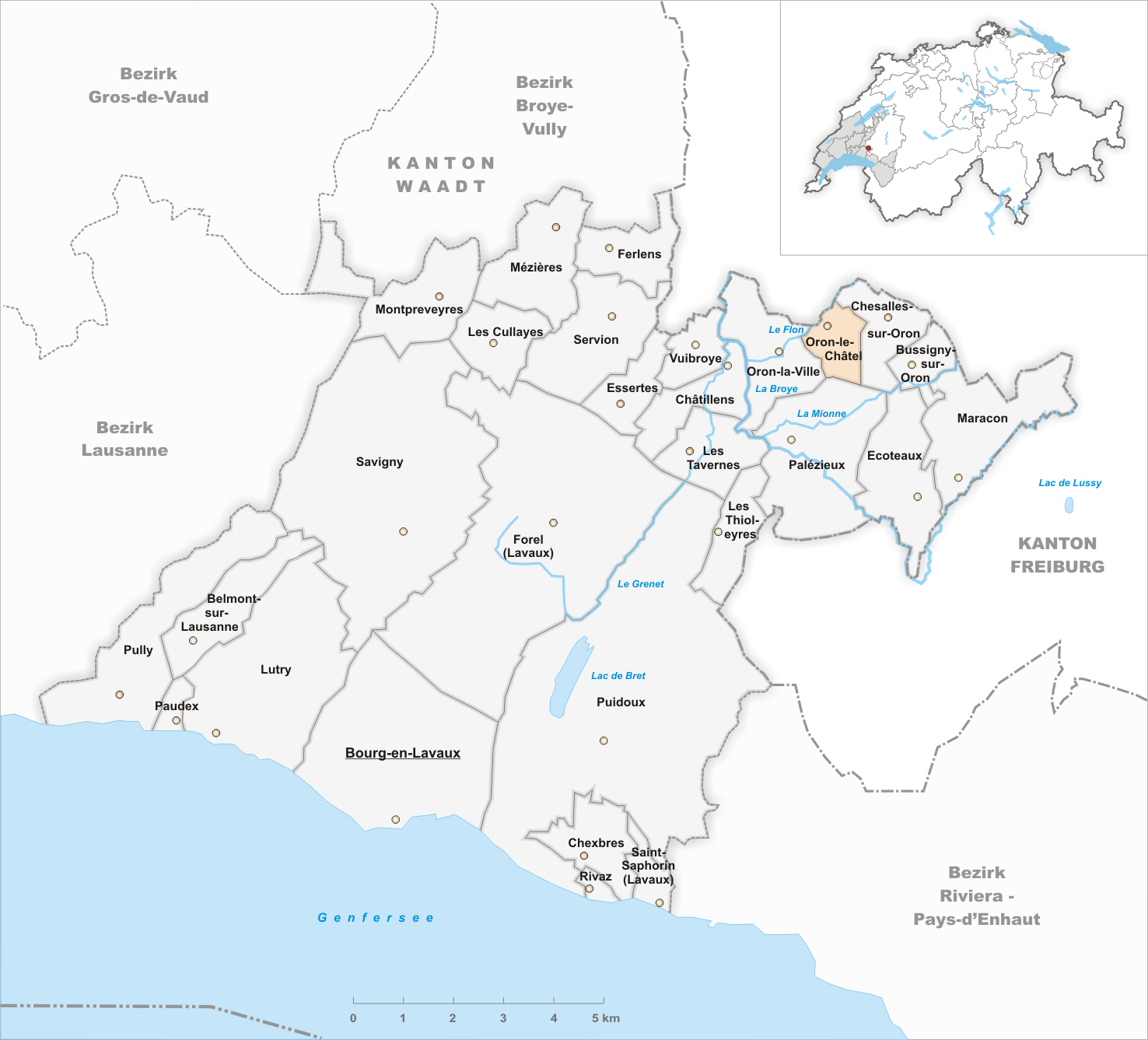
Gemeindestand vor der Fusion am 31. Dezember 2011

Oron-le-Châtel war bis zum 31. Dezember 2011 eine politische Gemeinde im Distrikt Lavaux-Oron des Kantons Waadt in der Schweiz. Am 1. Januar 2012 fusionierte sie mit Oron.

## Geographie
Oron-le-Châtel liegt auf 712 m ü. M., einen Kilometer östlich von Oron-la-Ville und 17 Kilometer ostnordöstlich der Kantonshauptstadt Lausanne (Luftlinie). Das Dorf erstreckt sich auf einer Geländeterrasse östlich des breiten Tals der oberen Broye, in der östlichen Randzone des Waadtländer Mittellandes.
Die Fläche des nur gerade 1,3 km² grossen ehemaligen Gemeindegebiets umfasst einen Abschnitt der Molassehöhen im Alpenvorland. Die nördliche Grenze verläuft entlang des Baches Flon, der in einem kleinen Erosionstal in die Molasseschichten eingetieft ist. Nach Süden erstreckt sich der ehemalige Gemeindeboden über die Terrasse von Oron-le-Châtel bis in das Waldgebiet Bois de l'Erberey, das zur Mionne entwässert wird. Mit 785 m ü. M. wird auf der Höhe bei Chesalles-sur-Oron der höchste Punkt von Oron-le-Châtel erreicht. Von der ehemaligen Gemeindefläche entfielen 1997 14 % auf Siedlungen, 35 % auf Wald und Gehölze und 51 % auf Landwirtschaft.
Zu Oron-le-Châtel gehören mehrere Einzelhöfe.

## Bevölkerung
Mit 293 Einwohnern (Stand 31. Dezember 2010) gehört Oron-le-Châtel zu den kleinen ehemaligen Gemeinden des Kantons Waadt. Von den Bewohnern sind 95,3 % französischsprachig, 2,2 % deutschsprachig und 0,4 % sprechen Rätoromanisch (Stand 2000). Die Bevölkerungszahl von Oron-le-Châtel belief sich 1900 auf 177 Einwohner. Danach wurde durch stetige Abwanderung bis 1980 eine Abnahme auf 113 Einwohner verzeichnet; seither stieg die Bevölkerungszahl wieder markant an und verdoppelte sich innerhalb von 20 Jahren.

## Wirtschaft
Oron-le-Châtel war bis in die zweite Hälfte des 20. Jahrhunderts ein vorwiegend durch die Landwirtschaft geprägtes Dorf. Die Kohlevorkommen auf dem Gemeindegebiet wurden im 18. und 19. Jahrhundert sowie während der beiden Weltkriege abgebaut. Noch heute haben der Ackerbau und die Viehzucht einen wichtigen Stellenwert in der Erwerbsstruktur der Bevölkerung. Weitere Arbeitsplätze sind im lokalen Kleingewerbe und im Dienstleistungssektor vorhanden. Durch den Bau mehrerer Einfamilienhäuser in den letzten Jahrzehnten hat sich das Dorf auch zu einer Wohngemeinde entwickelt. Viele Erwerbstätige sind deshalb Wegpendler, die vor allem in Lausanne und Vevey arbeiten.

## Verkehr
Die ehemalige Gemeinde ist verkehrstechnisch gut erschlossen. Sie liegt an der Strasse von Lausanne nach Bulle, von der bei Oron-le-Châtel eine Verbindung nach Romont abzweigt. Am 4. September 1862 wurde die Eisenbahnlinie von Lausanne nach Freiburg mit dem Bahnhof Oron in Betrieb genommen. Für die Feinverteilung im öffentlichen Verkehr sorgen Autobuslinien von Oron-le-Châtel (Bahnhof) nach Oron-la-Ville, nach La Verrerie, nach Palézieux sowie nach Romont.

## Geschichte

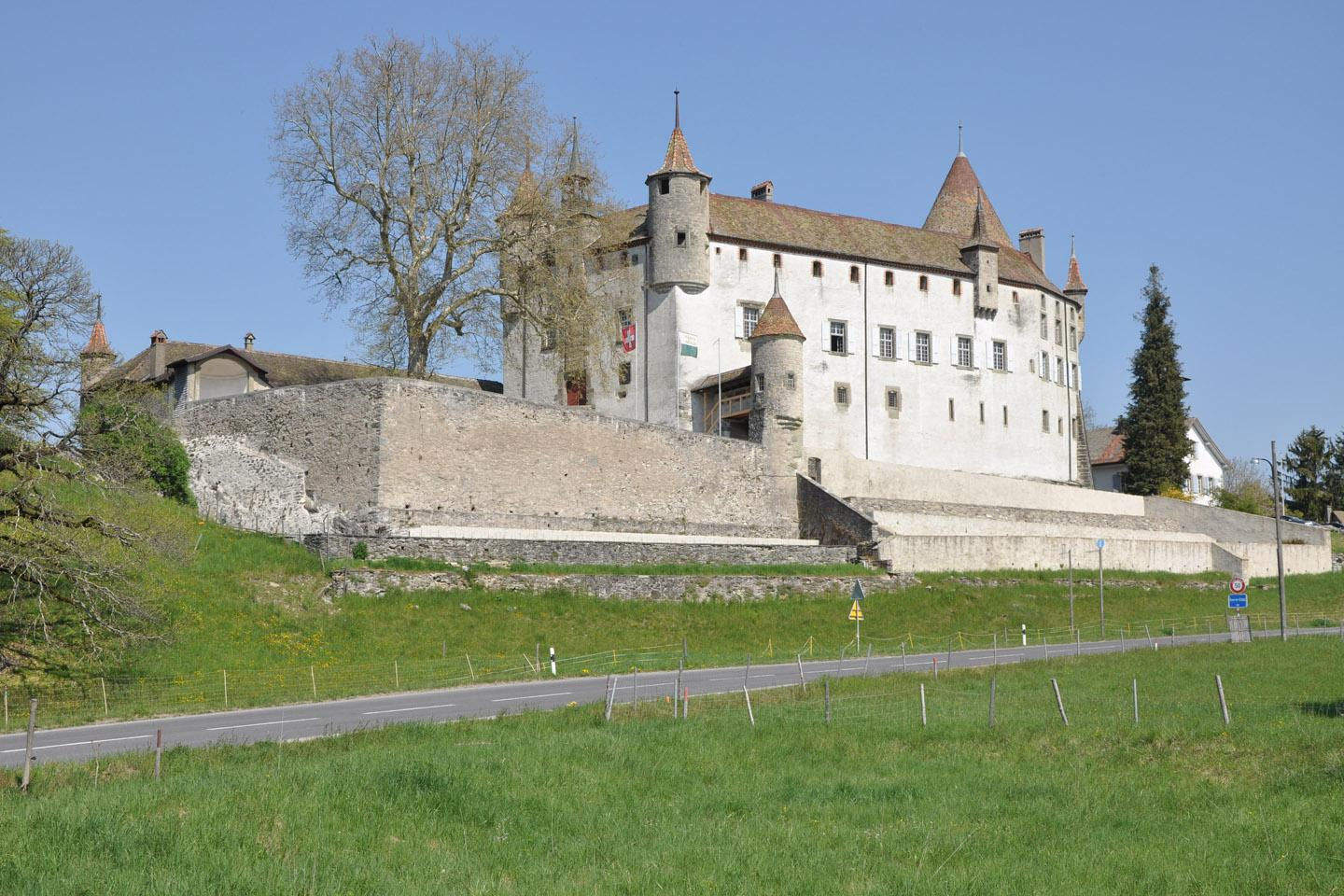
Schloss Oron

Die erste schriftliche Erwähnung des Namens Oron erfolgte bereits im Jahr 515 in einer Urkunde der Abtei Saint-Maurice. Der burgundische König Sigismund schenkte damals der Abtei das Gebiet um Oron. Von 516 bis 1049 ist der Name Curtis Auronum überliefert. In der nachfolgenden Zeitepoche schien ein Teil der Güter wieder an Burgund zurückgegangen zu sein, denn König Rudolf III. von Burgund überliess 1017 einen Grossteil seines Besitzes im Gebiet Oron wiederum der Abtei Saint-Maurice.
Aus den Besitztümern der Abtei entwickelte sich im 12. Jahrhundert die Herrschaft Oron. Auf das Ende des 12. Jahrhunderts fällt der Bau des Schlosses. Im 13. Jahrhundert erhielten die Herren von Oron das Gebiet als Lehen von Peter von Savoyen. Während dieses Jahrhunderts erlebte die Herrschaft Oron eine Blütezeit; die Mitglieder der Familie besetzten einflussreiche Posten im Waadtland. Als das Geschlecht der Herren von Oron 1388 erlosch, ging die Herrschaft als Erbe an die Grafen von Greyerz.
Mit der Eroberung der Waadt durch Bern im Jahr 1536 verblieb Oron zunächst bei der Grafschaft Greyerz, kam aber unter die Lehnsherrschaft von Bern. Die Reformation wurde 1539 in Oron-le-Châtel eingeführt. Durch Kauf gelangte das ehemalige Herrschaftsgebiet Oron 1555 an Bern, das 1557 die Vogtei Oron einrichtete. Unter seiner direkten Herrschaft setzte Bern von 1557 bis 1798 43 Vögte in Oron ein. Noch bis Mitte des 17. Jahrhunderts besass der Abt von Saint-Maurice Rechte an Oron. Diese wurden am 7. August 1671 im sogenannten Echange d’Oron gegen Herrschaftsrechte im Wallis mit Bern ausgetauscht.
Nach dem Zusammenbruch des Ancien Régime gehörte Oron-le-Châtel von 1798 bis 1803 während der Helvetik zum Kanton Léman, der anschliessend mit der Inkraftsetzung der Mediationsverfassung im Kanton Waadt aufging. 1798 wurde es dem Bezirk Oron zugeteilt. Das Schloss fiel an den Kanton Waadt, der es zu einem Gefängnis umwandelte. Nach weiteren Besitzerwechseln kam es 1936 an die Association pour la conservation du Château d’Oron, die sich für den Erhalt der Bausubstanz verantwortlich zeichnet. Die ehemalige Gemeinde Oron-le-Châtel in den heutigen Grenzen entstand erst 1820 nach der Abtrennung von Chesalles-sur-Oron und Bussigny-sur-Oron.

## Sehenswürdigkeiten
Auf einem Vorsprung über dem Tal des Flon, an aussichtsreicher Lage rund 100 m über dem Talkessel von Oron, erhebt sich das Schloss Oron. Es wurde Ende des 12. und zu Beginn des 13. Jahrhunderts erbaut und ist das einzige erhaltene mittelalterliche Schloss der Region Oron. Ältester Teil des heutigen Baus ist der runde Bergfried (13. Jahrhundert) an der Nordostecke. Der unregelmässige Bau mit näherungsweise ovalem Grundriss besitzt einen Innenhof, Wohngebäude, die vom 14. bis zum 18. Jahrhundert mehrmals umgestaltet wurden, und einen umfassenden Wehrgang. Das Schloss beherbergt heute ein Museum. Im Rittersaal mit einer spätgotischen Kassettendecke befindet sich eine Bibliothek.